# تپه و گورستان سیاه کمر
تپه و گورستان سیاه کمر مربوط به سده‌های متأخر دوران‌های تاریخی پس از اسلام است و در شهرستان همدان، بخش مرکزی، دهستان گنبد، ۵۰ متری ضلع غربی روستای سیاه کمر واقع شده و این اثر در تاریخ ۶ اسفند ۱۳۸۵ با شمارهٔ ثبت ۱۷۴۵۵ به‌عنوان یکی از آثار ملی ایران به ثبت رسیده است.